# Samuel B. Avis
Samuel Brashear Avis, född 19 februari 1872 i Harrisonburg, Virginia, död 8 juni 1924 i Charleston, West Virginia, var en amerikansk republikansk politiker. Han var ledamot av USA:s representanthus 1913–1915.
Avis studerade juridik vid Washington and Lee University i Virginia och inledde 1893 sin karriär som advokat i West Virginia. Han deltog som frivillig i spansk-amerikanska kriget. Mellan 1900 och 1912 tjänstgjorde han som åklagare i Kanawha County. I kongressvalet 1912 blev Avis invald i representanthuset men förlorade sedan 1914 valet för en andra mandatperiod.
Avis var delegat till republikanernas konvent inför presidentvalet i USA 1916. Anglikanen Avis dödades av blixten och gravsattes på Spring Hill Cemetery i West Virginia.